# Bertel Rosenbröijer

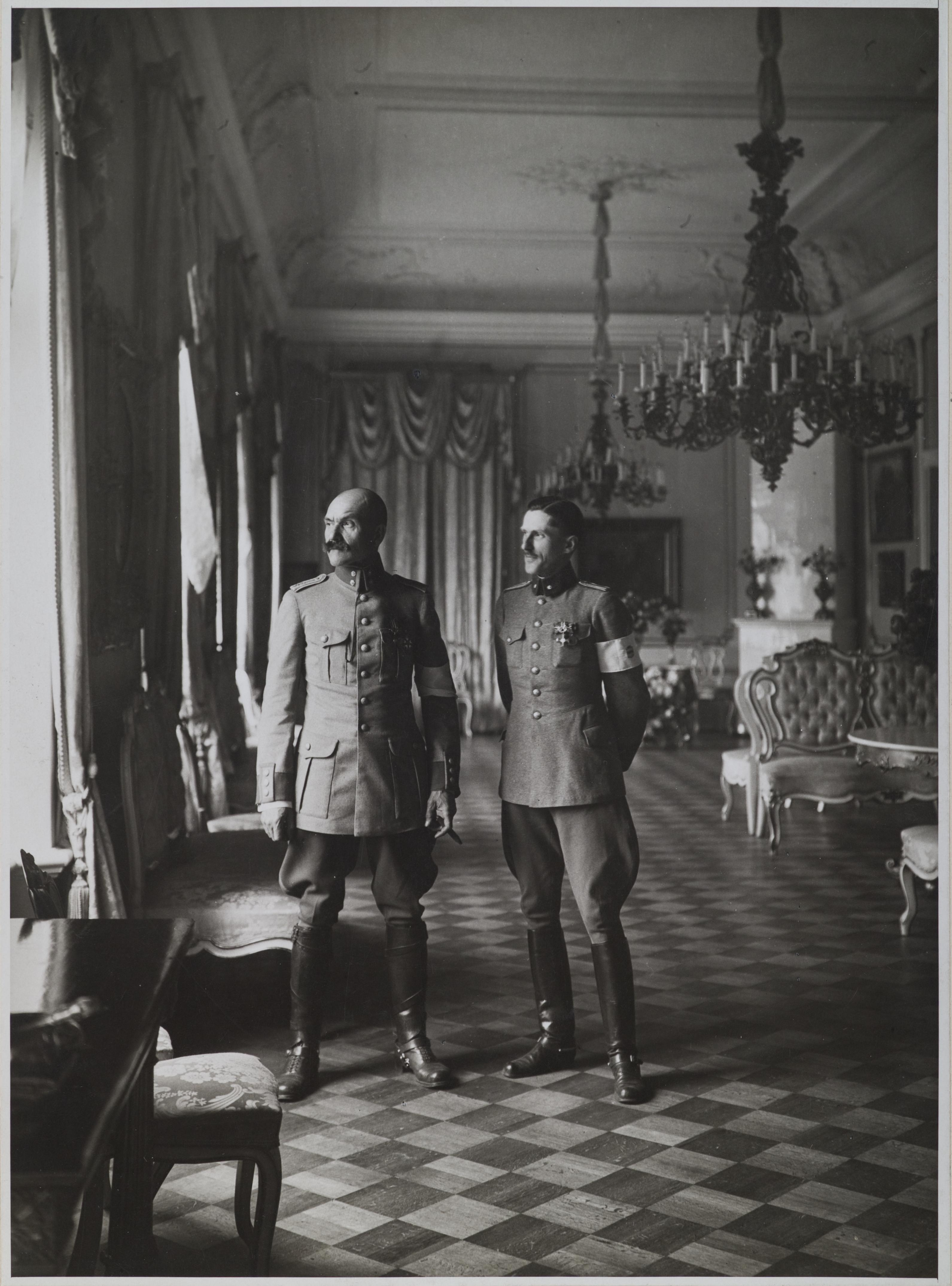
Axel Gallen-Kallela till vänster, Bertel Rosenbröijer till höger, omkring 1919. Handskriven anteckning på fotot: "Axel Gallen-Kallela och Rosenbröjer som adjutanter hos Riksl. Genral G. Mannerheim".

Edvin Bertel Rosenbröijer, född 14 december 1887 i Baku i Kejsardömet Ryssland, nuvarande Azerbajdzjan,
 död 26 september 1943 (stupad), var en finländsk militär.

## Biografi
Rosenbröijer var son till sjökapten Hugo Boris Rosenbröijer och Josefina Lindstedt. Rosenbröijer blev student 1907, bedrev juridikstudier vid Helsingfors universitet 1907–1909, var tillförordnad bokhållare vid Järnvägsstyrelsens byråavdelning 1909–1915 och blev bokhållare där 1917. Han engagerades vid skyddskåren, deltog i dess organisationsuppbyggnad 1917–1918 och stred vid försvaret av Helsingfors i april 1918. Han blev plutonchef och ordonnansofficer vid huvudstadens brigads 2. regemente och vid 1. Östersjöinfanterigemente. Rosenbröijer utnämndes till fältväbel, reservfänrik och adjutant hos stabschefen i befälhavarens stab i juni 1918. Han var också ledamot i domstolen för statsförbrytelser. I oktober 1918 transporterades han till generalstabens kommunikationsavdelning, därefter till krigsministeriets allmänna krigsdepartement och utnämndes i december till adjutant hos riksföreståndare Gustaf Mannerheim.
Rosenbröijer utnämndes till reservlöjtnant, yngre adjutant hos president Kaarlo Juho Ståhlberg, transporterades till generalstaben samt blev tillförordnad chef för stabens kansli och adjutant hos generalstabschefen 1919. I juni 1920 tog han aktiv officersexamen från kadettskolan i Helsingfors, blev aktiv löjtnant 1920 och fick studiekommendering till Frankrike i oktober samma år. Där tjänstgjorde han vid 54. infanteriregementet i Compiègne och 26. jägarbataljonen i Metz. Återkommen till Finland blev han byråofficer vid generalstabens utrikesbyrå i december 1921, blev kapten 1923, tillförordnad chef för generalstabens utrikesbyrå 1924, var tillfördordnad militärattaché i Stockholm mellan mars och juli 1924, transporterades till vita gardet, där han blev kompanichef. I maj 1928 avslutade han kompanichefskursen i Viborg, blev major vid generalstaben samt äldre byråofficer vid utrikesavdelningen i juni samma år. 1929 utsågs han till militärattaché i Stockholm, Köpenhamn och Oslo.
Den 25 juli 1941 intogs Rosenbröijer åter i armén och stred i fortsättningskriget. Han stupade som överstelöjtnant den 26 september 1943. Han var sedan 1916 gift med filosofie magister Gurli Sevon. Rosenbröijer var kusin till militären John Rosenbröijer.

## Befordringar
- Fältväbel – 8 juni 1918
- Reservfänrik – 20 juni 1918
- Adjutant hos stabschefen vid befälhavarens stab – 23 juni 1918
- Adjutant hos riksförståndaren – 26 december 1918
- Reservlöjtnant – 16 maj 1919
- Yngre adjutant hos presidenten – 9 september 1919
- Aktiv löjtnant – 27 juli 1920
- Kapten – 16 maj 1923
- Major vid generalstaben – 15 juni 1928

## Utmärkelser
- Finska Frihetsmedaljen av andra klassen – 19 juli 1918
- Frihetskorsets orden av fjärde klassen med svärd och rosor – 26 september 1918
- Finska Frihetsmedaljen – 16 maj 1919
- Finlands Vita Ros' orden av andra klassen – 18 juli 1919
- Hederslegionen – 17 januari 1923
- Sankt Olavs orden av första klassen – 10 maj 1924
- Polonia Restituta – 7 september 1924
- Svärdsorden av första klassen – 21 augusti 1925
- Tre Stjärnors orden – 16 maj 1926
- Landstormsföreningarnas centralförbunds förtjänstmedalj i silver – 13 december 1930